# Врата 2: Нарушители
«Врата 2: Нарушители» (англ. The Gate II: Trespassers) — фильм ужасов 1990 года.

## Сюжет
Прошло пять лет с того момента, как Глен, Эл и Тэрри обнаружили яму ведущую в мир демонов, с тех пор многое изменилось в жизни Терри. Друзья переехали, умерла мать и запил потерявший работу отец. Мальчик решает вызвать демона, чтобы тот исполнил его желание — вернуть отцу работу. Для этого он идёт в заброшенный дом Глена и устраивает спиритический сеанс и призывает монстра. В это время в дом приходит компания — двое парней и одна девушка, один из ребят стреляет из пистолета в гостя из преисподней. Тот падает замертво, но через некоторое время, оживает.

## В ролях
- Луис Трипп — Теренс Чандлер
- Саймон Рейнольдс — Мо
- Джеймс Виллемар — Джон
- Памела Эдлон — Лиз
- Нил Манро — Арт
- Джеймс Кидни — мистер Колсон
- Ирэн Позер — учитель
- Джерри Мендицино — Мэтре
- Марк Саундерс — официант

## Съёмочная группа
- Режиссёр: Тибор Такач
- Сценарист: Майкл Нанкин
- Продюсер: Андрас Хамони
- Оператор: Брайан Инглэнд
- Композитор: Джорж Блондхайм
- Монтажёр: Рональд Саундерс
- Художник-постановщик: Уильям Битон
- Художник по костюмам: Бет Пастернак